# Sickesia
Sickesia is een geslacht van hooiwagens uit de familie Stygnidae.
De wetenschappelijke naam Sickesia is voor het eerst geldig gepubliceerd door H. E. M. Soares in 1979. 

## Soorten
Sickesia is monotypisch en omvat slechts de volgende soort:
- Sickesia helmuti